# Judas (Fozzy)
Judas è il settimo album in studio del gruppo musicale heavy metal statunitense Fozzy, pubblicato nel 2017.

## Tracce
1. Judas – 4:10
2. Drinkin' With Jesus – 3:56
3. Painless – 3:59
4. Weight of My World – 3:19
5. Wordsworth Way – 4:47
6. Burn Me Out – 4:03
7. Three Days in Jail – 4:16
8. Elevator – 2:50
9. Running with the Bulls – 3:51
10. Capsized – 4:16
11. Wolves at Bay – 3:09

## Formazione
- Chris Jericho – voce
- Rich Ward – chitarra, cori
- Paul Di Leo – basso
- Frank Fontsere – batteria
- Billy Grey – chitarra